# 渡辺重春
渡辺 重春（わたなべ しげはる、1831年4月22日〈天保2年3月10日〉  - 1890年〈明治23年〉5月9日）は、幕末から明治期の国学者。通称、上野介。号は桜園、欽英書屋。

## 人物
1831年（天保2年）、豊前国中津に生まれる。渡辺重蔭の長男で、渡辺重名の孫。18歳の時、定村直孝に国学を修め、その後、萩原広道、佐久良東雄、大国隆正らに学び、平田篤胤の没後の門人となる。
1871年（明治4年）、豊前中津藩校進脩館教授。のちに廣田神社、龍田神社、大鳥神社などの大宮司をつとめ、正七位・小教正に進む。国典に通じ、和歌・詩を能くする。
1890年（明治23年）、60歳で死去。著作に「古史伝拾遺」、「豊前志」などがある。 